# Oncideres hoffmanni
Oncideres hoffmanni är en skalbaggsart som beskrevs av Maria Helena M. Galileo och Martins 2008. Oncideres hoffmanni ingår i släktet Oncideres och familjen långhorningar. Inga underarter finns listade i Catalogue of Life.